# Anarta rufescens
Anarta rufescens är en fjärilsart som beskrevs av Tutt 1892. Anarta rufescens ingår i släktet Anarta och familjen nattflyn. Inga underarter finns listade i Catalogue of Life.

## Bildgalleri

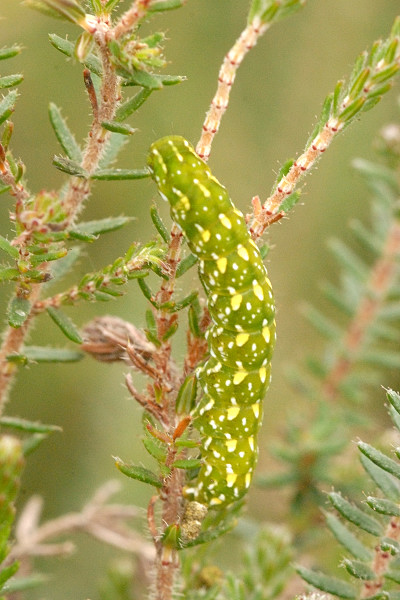
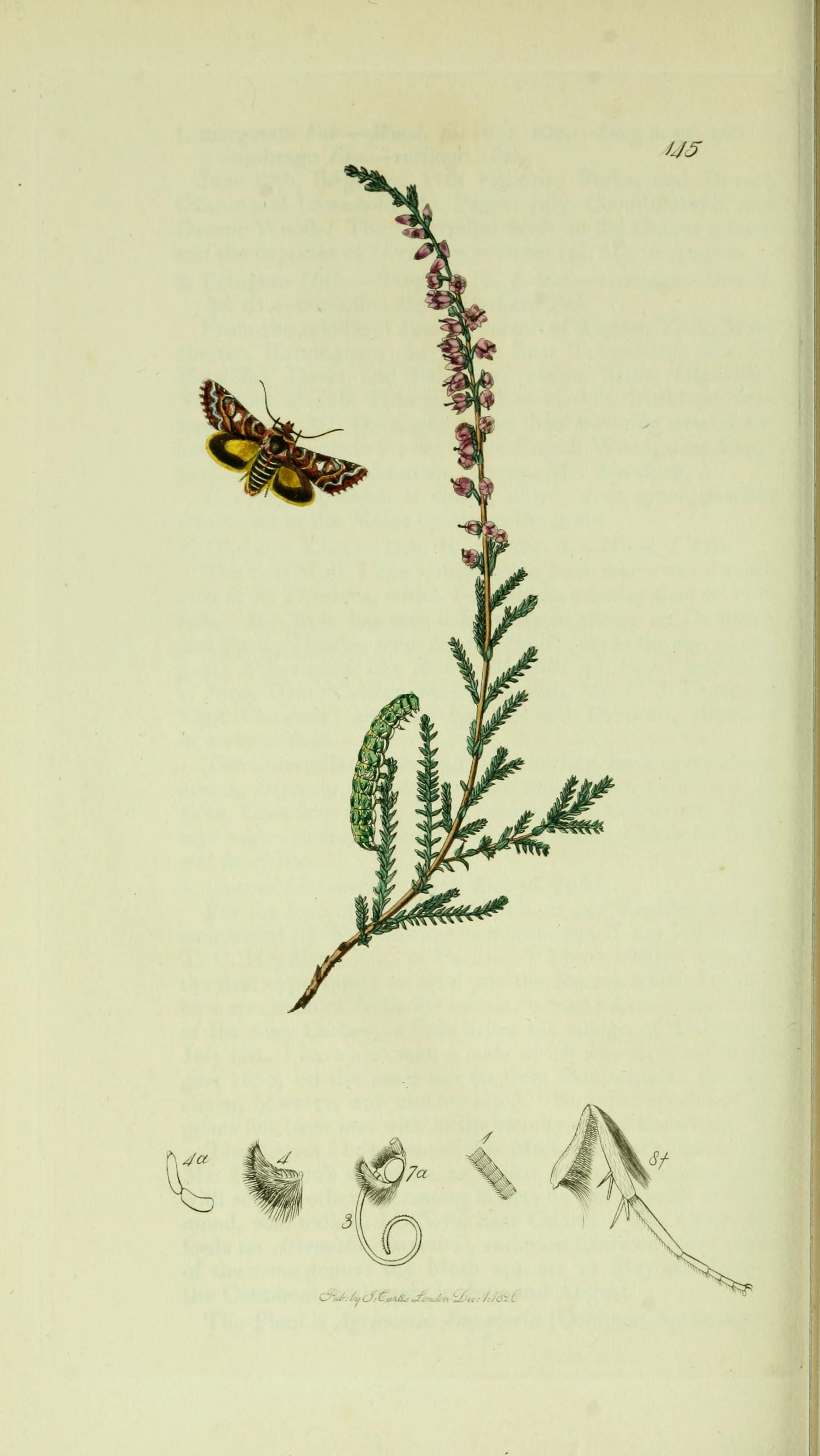
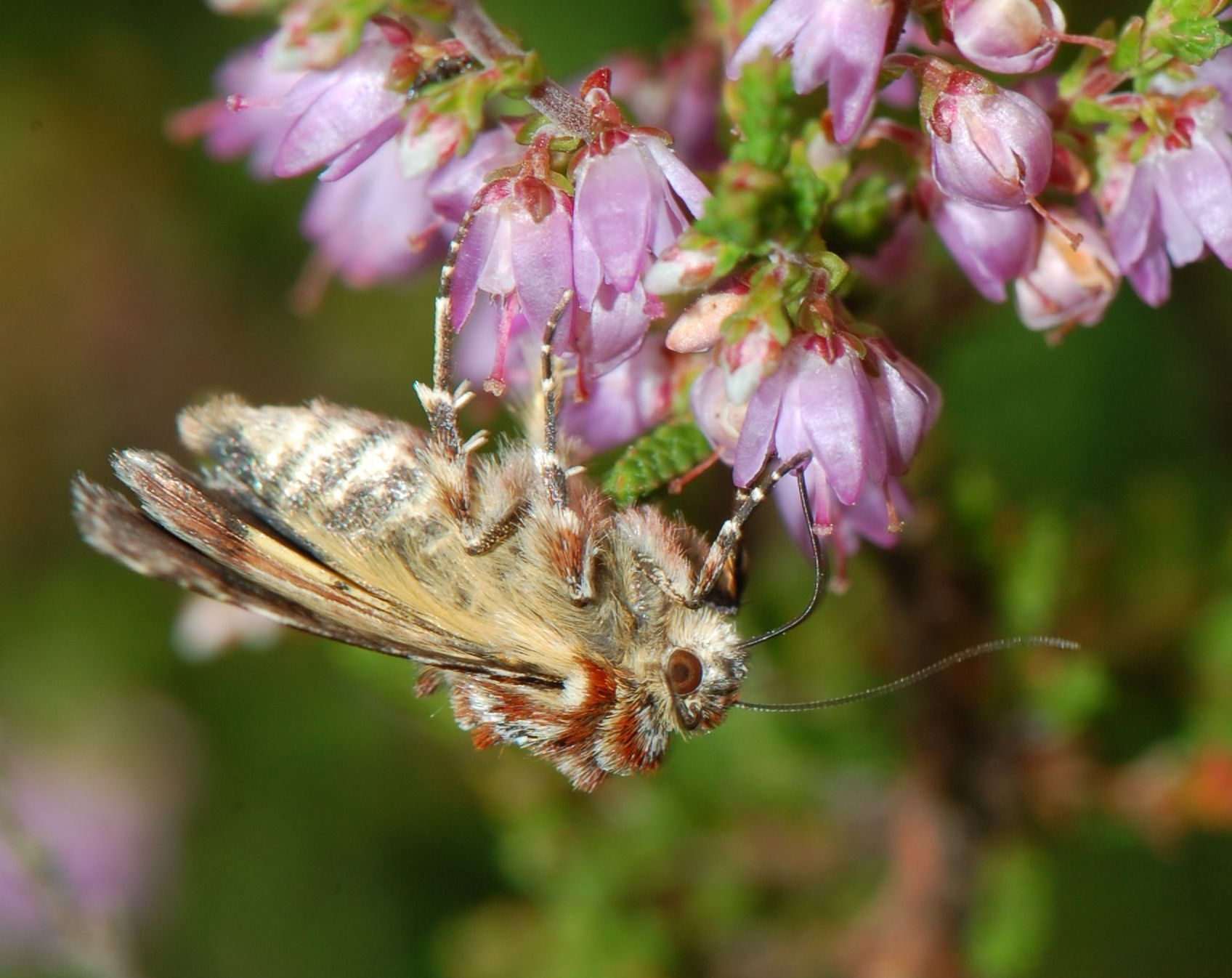